# Bleed For Me
"Bleed for Me" (lado B de "Life Sentence") foi o sexto single da banda de punk rock Dead Kennedys. Foi lançado em julho de 1982 pela Alternative Tentacles. A música é fria e intimidadora, e as letras descrevem sequestros e torturas perpetrados por uma polícia secreta (provavelmente a Agência Central de Inteligência). Segue-se uma ponte, então a música se torna leve e quase alegre enquanto a letra descreve a política externa dos EUA como a utilização de ditaduras assassinas para garantir concessões econômicas que favorecem as corporações americanas.
"Bleed for Me" também toca no fundo da canção "Kinky Sex (Makes the World Go 'Round)" dos Dead Kennedys, na qual um assessor da Casa Branca de Reagan organiza a Terceira Guerra Mundial ao telefone com Margaret Thatcher, que geme eroticamente a cada nova atrocidade; esta faixa pode ser uma referência à fita de Thatchergate. A música também foi tocada para o filme Urgh! A Music War, com uma ponte diferente sobre Rosalynn Carter. Durante apresentações ao vivo com os Melvins na era da Guerra do 11 de setembro-Afeganistão-Iraque, Jello substituiu "muçulmanos" por "russos" no verso "Então, o que são dez milhões de mortos, se está impedindo os russos?"
A música também foi tocada por muitas bandas, principalmente o Pearl Jam, que trouxe a música para suas turnês mais recentes, substituindo a letra mais apropriada para o tempo "cowboy Georgie" por "cowboy Ronnie", em referência ao presidente anterior da os Estados Unidos.
A versão do single é diferente da de Plastic Surgery Disasters.

## Gráficos
| Chart (1982)   | Pico |
| -------------- | ---- |
| UK Indie Chart | 3    |